# Gemeentelijk Woningbedrijf Amsterdam
Het Gemeentelijk Woningbedrijf Amsterdam was een redelijk zelfstandig dienstonderdeel van de gemeente Amsterdam, dat vanaf 1965 de Amsterdamse gemeentewoningen beheerde en later, na een periode dat alleen de Amsterdamse woningcorporaties de bouwopgave voor hun rekening namen, ook (weer) zelf ging bouwen. In 1994 werd het Gemeentelijk Woningbedrijf geprivatiseerd.

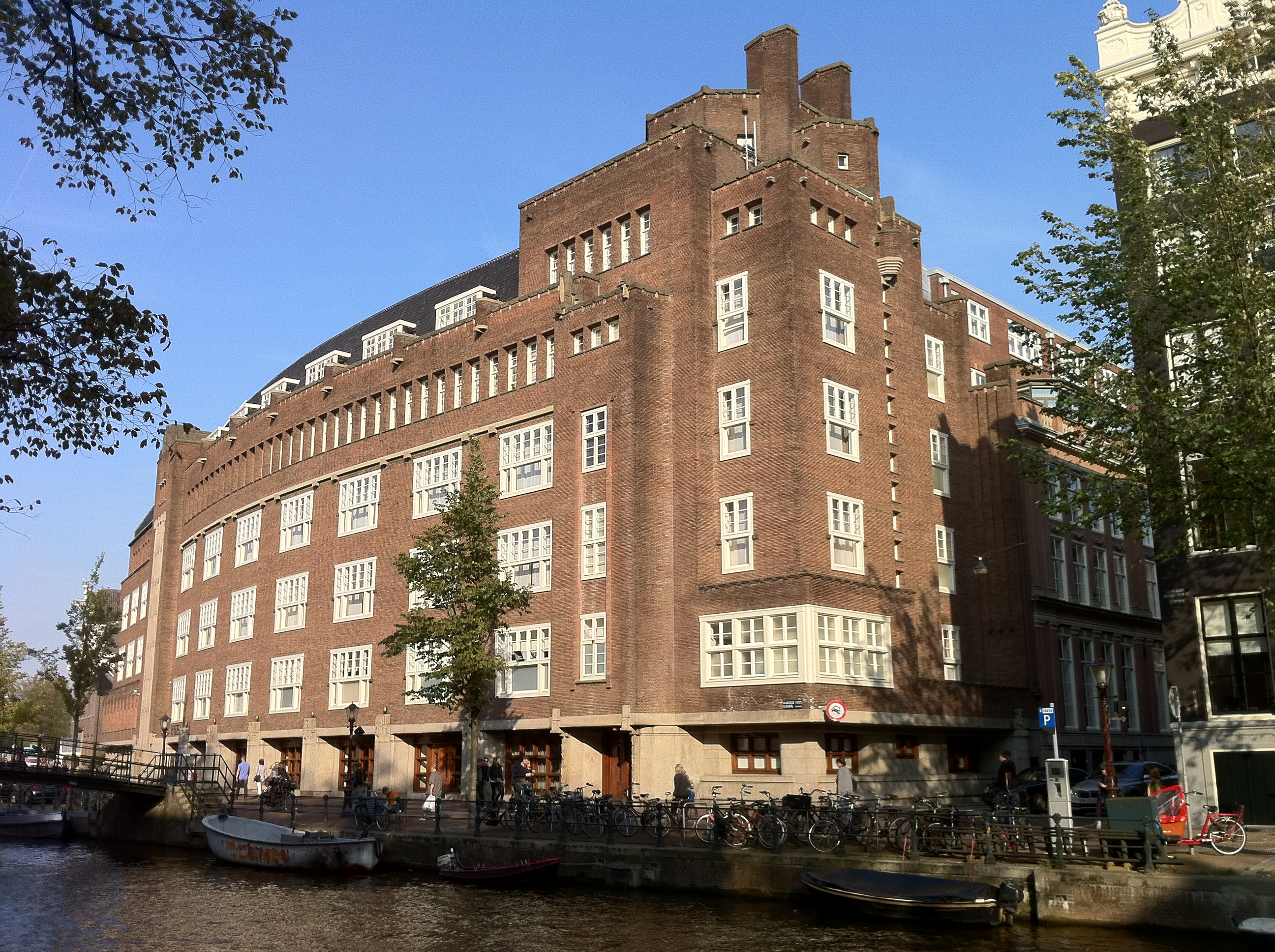
Het oude stadhuis in Amsterdam aan de OZ Voorburgwal, een aanbouw uit 1926 van het Prinsenhof. College- en raadsbesluiten over de woningbouw in Amsterdam werden tot 1988 hier genomen.

## Opvolger van Woningdienst
Sinds 1915 bestond er een Gemeentelijke Woningdienst Amsterdam, die was opgericht om goede en betaalbare woningen te kunnen bieden aan de arbeidersklasse in Amsterdam. 
In 1965 werd deze dienst, tegelijk met de verhuizing naar het Wibauthuis, omgedoopt in Gemeentelijke Dienst Volkshuisvesting. Deze dienst bestond uit een dienstgedeelte en het Gemeentelijk Woningbedrijf. Het dienstgedeelte stelde voor de langere termijn stedelijke woningbouwprogramma’s op, regelde de financiering van sociale woningbouw en was verantwoordelijk voor de financiële controle erop.

## Taak en doelstelling

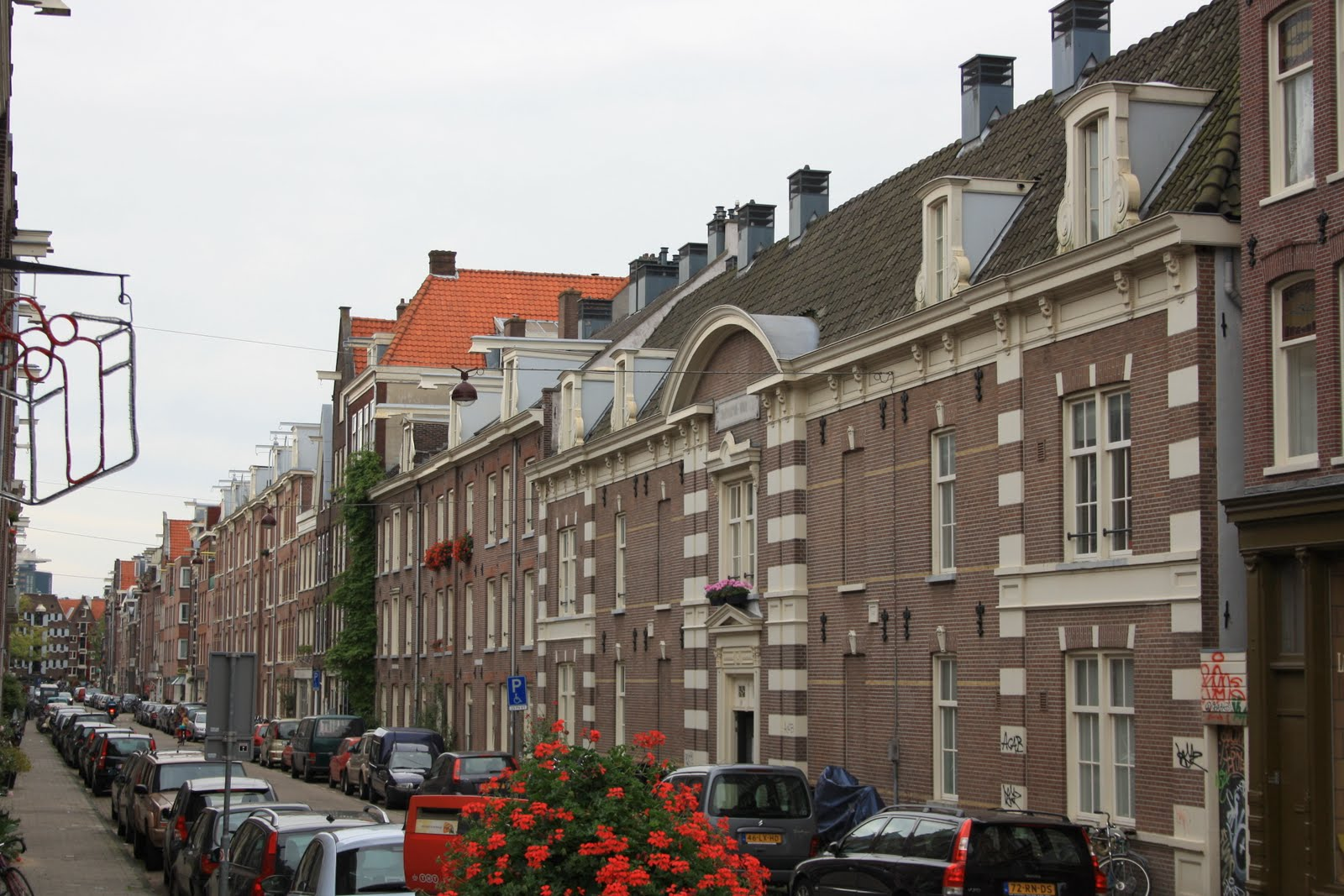
De Constantiawoningen behoorden tot het vastgoedbezit dat de gemeente in eigendom kreeg door overname van het bezit van de VAK

Het eerste hoofd van de dienst was B. Beekhuis. In 1970 werd hij opgevolgd door J.R. Veldman. De taak van het woningbedrijf was de bouw en het beheer van gemeentewoningen. Het doel was om goede en betaalbare woningen te bieden voor de lage inkomensgroepen (sociale woningbouw), en speciale huisvesting voor bijzondere doelgroepen onder andere ouderen, jongeren en woonwagenbewoners. Het woningbedrijf kreeg ook het beheer over panden die door de gemeente Amsterdam werden onteigend wegens verkrotting of stadsvernieuwingsplannen, zoals de aanleg van de Oostlijn in de Nieuwmarktbuurt in de jaren zeventig. In de praktijk nam de dienst, soms op last van de politiek, ook tienduizenden woningen over van particulieren, particuliere beleggers of niet levensvatbare woningmaatschappijen:
- In 1966 kwam het bezit van Bouwvereeniging Nieuwendams Belang’ in handen van het Gemeentelijk Woningbedrijf, 51 woningen uit 1915 ontworpen door Eduard Cuypers;
- Begin jaren 80 van de 20e eeuw kreeg het Woningbedrijf het beheer over tientallen kraakpanden, veelal in de oude binnenstad, zoals De Groote Keijser, het Algemeen Handelsbladcomplex en de Lucky Luyk. De gemeente kocht deze gekraakte panden van particulieren om uit een impasse te komen met de kraakbeweging in Amsterdam. De meeste panden werden in de daarop volgende jaren gerenoveerd en geschikt gemaakt voor bewoning door woongroepen, kunstenaars, jongeren of studenten, bijvoorbeeld in hateenheden. Deze compacte een- en tweepersoonseenheden had Marcel van Dam, staatssecretaris van Volkshuisvesting in het Kabinet-Den Uyl mogelijk gemaakt met een subsidieregeling van het rijk om de grote woningnood onder jongeren te bestrijden;
- Begin 1984 kreeg het Woningbedrijf circa 600 pas aangekochte woningen en bedrijfsruimten in beheer, die hadden toebehoord aan vastgoedhandelaar Ronald van der Putte. Hij hield zich op de Amsterdamse vastgoedmarkt bezig met de aan- en verkoop van panden en de verhuur van woningen, veelal tegen woekerprijzen. Eind jaren zeventig kwam zijn verzameling van BV's, zoals Fossa Amsterdam BV en Quick Steam BV, in de financiële problemen door de dalende vastgoedprijzen, stijgende hypotheekrente en leegstand. Veel leegstaande panden van Van der Putte waren inmiddels gekraakt, zonder zicht op ontruiming. De gemeente Amsterdam voerde besprekingen over de overname van zijn vastgoedportefeuille. De onderhandelingen over de aankoopsom duurden jarenlang, doordat de banken niet wilden instemmen met de verkoop. Zij hadden meer geld aan Van der Putte uitgeleend dan de gemeente voor al het vastgoed wilde bieden. Uiteindelijk gingen de banken in 1983 overstag uit vrees voor een nog lagere opbrengst van het onderpand bij executoriale verkoop. Het Woningbedrijf had vervolgens een enorme kluif aan het wegwerken van achterstallig onderhoud en het opstellen van renovatieplannen voor panden uit deze aankoop;
- In 1985 kwamen de woningen van de Vereeniging ten behoeve der Arbeidersklasse te Amsterdam in handen van de gemeente, waartoe inmiddels ook de Constantiawoningen in de Amsterdamse wijk Jordaan behoorden;

### Parkeergebouwen
Een Afdeling Parkeergebouwen maakte ook deel uit van het Gemeentelijk Woningbedrijf. Zij beheerden circa 12.000 parkeerplaatsen overal in de stad, totdat het beheer van parkeergebouwen in 1993 werd overgeheveld naar de Dienst Parkeerbeheer.

## Nieuwbouw
Het kersverse Woningbedrijf moest de eerste jaren van diens bestaan afzien van een van zijn voornaamste activiteiten: nieuwbouw. Doordat in 1964 een nieuw primaatbeginsel van kracht werd (artikel 61 in de Woningwet), kregen de particuliere woningbouwverenigingen voorrang bij het ontwikkelen van sociale-huurwoningen. Pas als de corporaties niet in de woningbehoefte konden voorzien, mocht de gemeente zelf bouwen. Van 1965 tot 1975 lag de nadruk daarom noodgedwongen op beheer. 
Het primaatbeginsel had negatieve gevolgen voor de financiële positie van het Woningbedrijf, en bedreigde zelfs de continuïteit van het Woningbedrijf. Ook de Amsterdamse Federatie van Woningcorporaties besefte dat een dergelijke ontwikkeling een slechte zaak zou zijn voor de volkshuisvesting in Amsterdam en zorgde ervoor, dat het Woningbedrijf vanaf 1975 weer kon deelnemen aan de woningbouwproductie.

## Decentralisatie in jaren tachtig

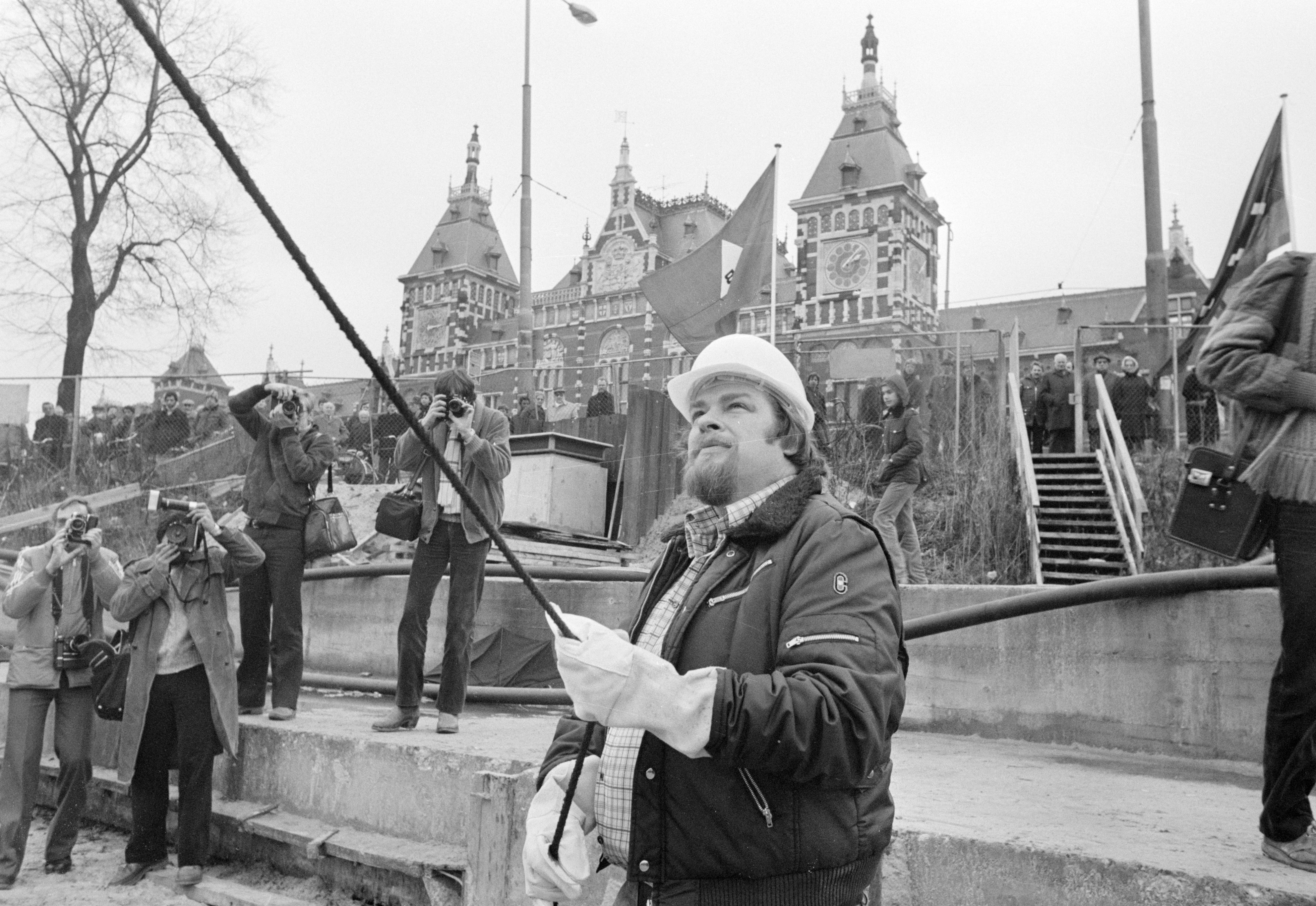
Jan Schaefer wordt vereenzelvigd met het motto van de PvdA-verkiezingscampagne van 1978 "In geouwehoer kun je niet wonen"

De jaren tachtig kenmerkten zich door een enorme groei van het woningbezit van het Gemeentelijk Woningbedrijf, onder invloed van de stadsvernieuwing die was ingezet onder wethouder Jan Schaefer en mede door de inlijving van de Vereeniging ten behoeve der Arbeidersklasse te Amsterdam. Het bezit nam in dat decennium toe met meer dan 15.000 woningen: 8700 nieuwbouw- en 6800 voornamelijk aangekochte woningen. 
Tegelijkertijd ontstond echter de overtuiging, mede door de vele botsingen met bewoners bij stadsvernieuwingsplannen, dat de afstand tussen de huurders en het Woningbedrijf te groot was geworden. Men geloofde dat decentralisatie zou leiden tot een efficiënter en effectiever stadsbestuur, en betere samenwerking met huurders en buurtbewoners. Vanaf 1982 werkte het Gemeentelijk Woningbedrijf gedecentraliseerd: zeven deelwoningbedrijven gingen de woningen beheren. Het aantal objecten dat door een deelwoningbedrijf werd beheerd, liep uiteen van ruim 3500 (Woningbedrijf Zuidoost) tot 8000 (Woningbedrijf West).

## Grootste sociale verhuurder in Amsterdam
Eind 1991 beheerde het Gemeentelijk Woningbedrijf, inmiddels als onderdeel van de Bouw- en Woningdienst Amsterdam, ruim 39.000 objecten, waarvan ruim 37.000 woningen en eenheden voor de huisvesting van alleenwonenden en tweepersoonshuishoudens (hateenheden). Voorts beheerde het winkels, garages en andere bedrijfsobjecten, woonwagenlocaties en woonwagens. Het ging (afgerond) om 10.000 verhuureenheden (vhe) in Amsterdam-Noord, 20.000 in de bestaande stad, 5000 in de tuinsteden en 3500 in Zuidoost. Daarmee was het Gemeentelijk Woningbedrijf de grootste sociale verhuurder in Amsterdam (in Amsterdam waren er eind 1991 bijna 200.000 woningen in de sociale-huursector).
Het bezit van het Gemeentelijk Woningbedrijf bestond voor ongeveer 60% uit vooroorlogs bezit (de corporaties hadden 40% vooroorlogs bezit). 
In vergelijking met de woningen van de woningcorporaties in Amsterdam hadden de woningen van het Gemeentelijk Woningbedrijf gemiddeld minder kwaliteitspunten en was de nettohuur gemiddeld lager (eind 1990 gemiddeld ongeveer 40 gulden per maand). Wat betreft de bouwkundige toestand van de woningen was er met de woningcorporaties weinig verschil.

## Privatisering

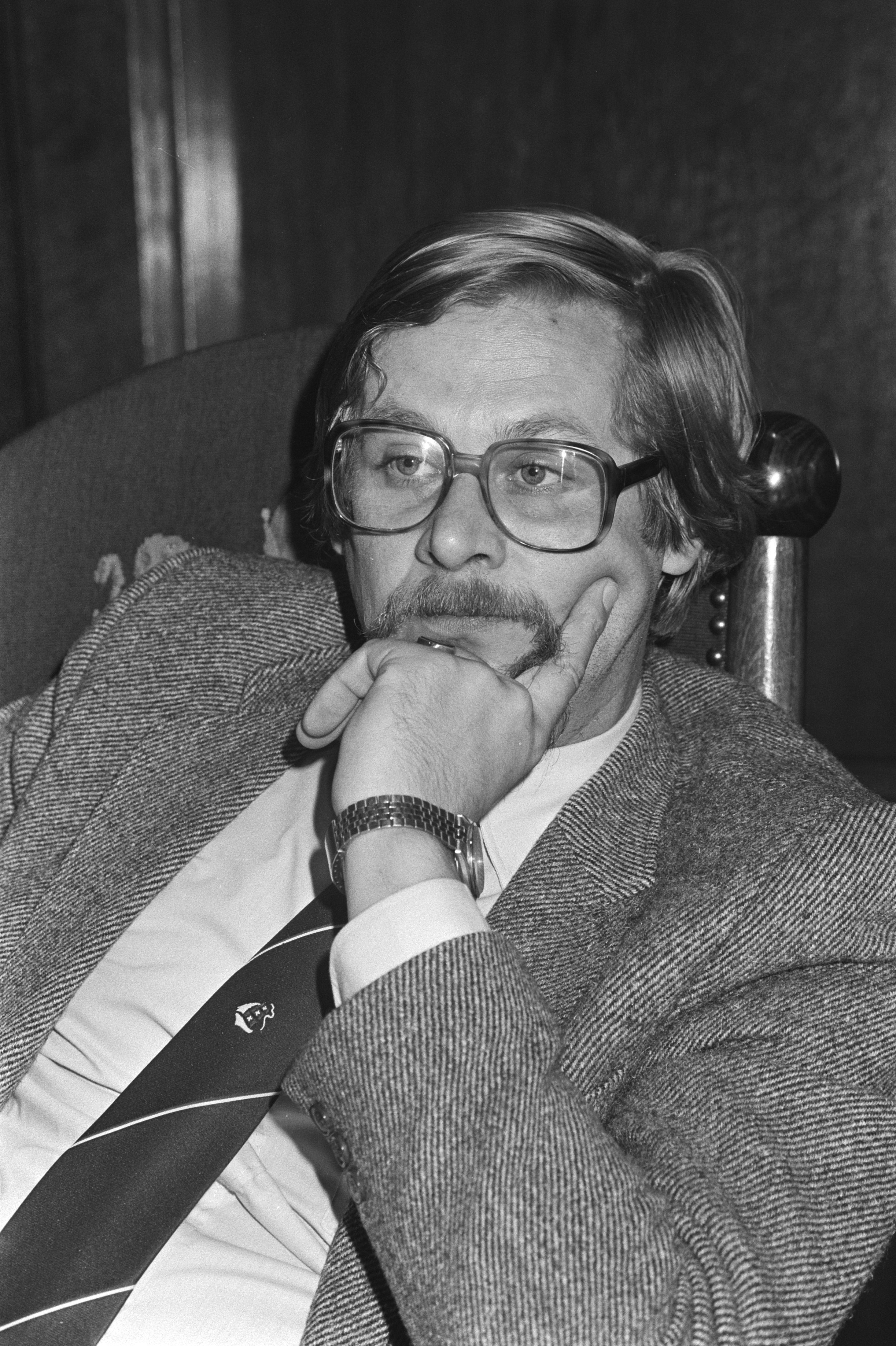
Enneüs Heerma, oud-wethouder van Amsterdam, speelde als staatssecretaris Volkshuisvesting van 1986 tot 1994 een belangrijke rol bij de verzelfstandiging van gemeentelijke woningbedrijven.

Begin jaren negentig was het zowel gemeentelijk als rijksbeleid om te zorgen voor een duidelijke verdeling van taken tussen de woningcorporaties en de gemeente, en te zorgen voor meer onafhankelijkheid van de gemeente bij de distributie van de schaarse sociale-huurwoningen. Het optreden van de gemeente als sociale verhuurder paste daar niet in. 
Op 17 december 1992 besloot de gemeenteraad van Amsterdam daarom dat het Gemeentelijk Woningbedrijf zou worden geprivatiseerd. Op 31 december 1993 ging het als zelfstandige stichting verder onder de naam Stichting Het Woningbedrijf Amsterdam. Tussen 2004 en 2014 fuseerde deze stichting met woningcorporaties in Almere, Amsterdam, Alkmaar, Haarlem,  Haarlemmermeer en Weesp tot de huidige Stichting Ymere, waardoor een van de grootste woningcorporaties van Nederland ontstond.